# Heinrich Laus
Heinrich Laus (10. November 1872 in Neslovice – 21. Dezember 1941 in Olmütz) war ein mährischer und tschechoslowakischer Naturwissenschaftler und Pädagoge deutscher Nationalität. Er beschäftigte sich mit Botanik, Zoologie, Mineralogie, Geologie und Umweltschutz.

## Leben
Er studierte am pädagogischen Institut in Brünn, dann arbeitete er an den Schulen in Auspitz und Brünn. Im Jahre 1902 wurde er zum Professor am pädagogischen Institut in Olmütz ernannt. Dort arbeitete er bis zu seiner Pensionierung im Jahre 1925. Von 1908 bis seinem Tod war er auch Kustode des Museums in Olmütz. Er beschäftigte sich auch mit Kommunalpolitik in Olmütz.

## Werke (Auswahl)
- Beiträge zur Flora von Mähren. Brünn, 1909.
- Die Halophytenvegetation des südlichen Mährens und ihre Beziehungen zur Flora der Nachbargebiete. Brünn 1907.
- Die nutzbaren Mineralien und Gesteine der Markgrafschaft Mähren und des Herzogtums Schlesien. Brünn 1906.
- Květena Petrštýna ve Vysokých Jesenících se zvláštním zřetelem na rozšíření našich arkticko-alpinských druhů vrb. Olomouc 1927.
- Mährens Ackerunkräuter und Ruderalpflanzen: Zugleich ein Beitrag zur Phytogeographie des Landes. Brünn 1908.
- Pěstování přírodních věd v Olomouci. Příspěvky ke kulturním dějinám města. Olomouc 1928.
- Příspěvky ke květteně moravských železnic. Moravská Ostrava 1935.